# Legionovia 2014-2015
Questa voce raccoglie le informazioni riguardanti il Legionovia nelle competizioni ufficiali della stagione 2014-2015.

## Organigramma societario
Area direttiva
- Presidente: Sławomir Supa

Area tecnica
- Allenatore: Robert Strzałkowski
- Allenatore in seconda: Jolanta Studzienna

## Rosa
| N° | Nome                     | Ruolo | Data di nascita   | Nazionalità sportiva |
| -- | ------------------------ | ----- | ----------------- | -------------------- |
| 1  | Malwina Smarzek          | S/O   | 3 giugno 1996     | Polonia              |
| 2  | Daria Paszek             | S     | 30 agosto 1991    | Polonia              |
| 3  | Karolina Szymańska       | C     | 22 febbraio 1994  | Polonia              |
| 4  | Justyna Antosiewicz      | S/O   | 6 maggio 1996     | Polonia              |
| 5  | Magdalena Piątek         | S/O   | 10 settembre 1984 | Polonia              |
| 6  | Aleksandra Wójcik        | S     | 3 gennaio 1994    | Polonia              |
| 7  | Natalia Gajewska         | P     | 24 maggio 1994    | Polonia              |
| 8  | Jaimie Thibeault         | C     | 23 settembre 1989 | Canada               |
| 9  | Iga Chojnacka            | S     | 21 aprile 1994    | Polonia              |
| 10 | Katarzyna Połeć          | C     | 13 febbraio 1989  | Polonia              |
| 11 | Katarzyna Wysocka        | L     | 26 marzo 1987     | Polonia              |
| 12 | Monika Bociek            | S     | 6 aprile 1996     | Polonia              |
| 13 | Krystyna Pietraszkiewicz | L     | 24 aprile 1996    | Polonia              |
| 15 | Klaudia Alagierska       | C     | 2 gennaio 1996    | Polonia              |
| 17 | Milena Paszyńska         | C     | 10 gennaio 1997   | Polonia              |
| 18 | Marta Bechis             | P     | 4 settembre 1989  | Italia               |
| 19 | Jolanta Kosmol           | C     | 2 gennaio 1977    | Polonia              |